# Škrljevita (Oštra Luka, BiH)
Škrljevita je naseljeno mjesto u općini Oštra Luka, Republika Srpska, BiH.

## Povijest
Do potpisivanja Daytonskog mirovnog sporazuma bilo je dio istoimenog naseljenog mjesta u sastavu općine Sanski Most koja je ušla u sastav Federacije BiH.

## Stanovništvo
Na popisu 2013. godine bilo je bez stanovnika.